# Liatongus ferreirae
Liatongus ferreirae är en skalbaggsart som beskrevs av Vladimir Balthasar 1964. Liatongus ferreirae ingår i släktet Liatongus och familjen bladhorningar. Inga underarter finns listade i Catalogue of Life.